# Bużyski
Bużyski – wieś w Polsce położona w województwie podlaskim, w powiecie siemiatyckim, w gminie Drohiczyn. Leży na prawym brzegu Bugu.
W czasach II Rzeczypospolitej wieś należała do gminy Narojki.
Według Powszechnego Spisu Ludności z 1921 roku wieś zamieszkiwało 295 osób, wśród których 284 było wyznania rzymskokatolickiego, a 11 mojżeszowego. Jednocześnie wszyscy mieszkańcy zadeklarowali polską przynależność narodową. Było tu 39 budynków mieszkalnych.
W latach 1975–1998 miejscowość administracyjnie należała do województwa białostockiego.
We wsi znajdują się pozostałości średniowiecznego grodziska.
Wierni kościoła rzymskokatolickiego należą do parafii Świętych Apostołów Piotra i Pawła w Śledzianowie.